# Сало

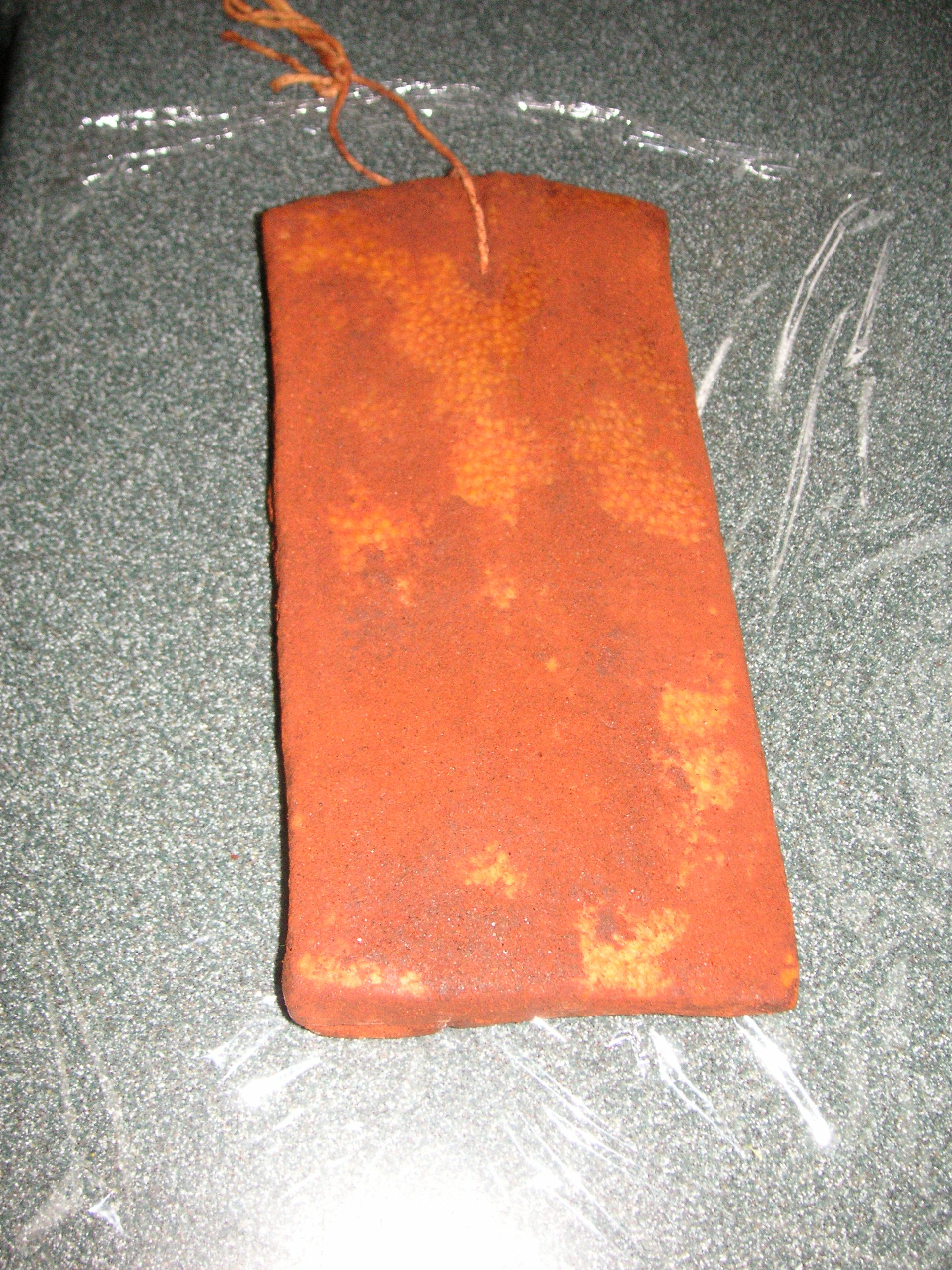
Кусочек сланины, выдержанный в паприке. Такой вид сала популярен в Восточной Европе

Са́ло — пищевой продукт, представляющий собой мягкий подкожный животный жир (при отсутствии уточнения обычно подразумевается свиное сало), откладывающийся у животных в период их усиленного питания в качестве жирового запаса и состоящий в основном из липидов. В подкожном животном жире и продуктах из него (например, в шпике) преобладают ненасыщенные жиры. 

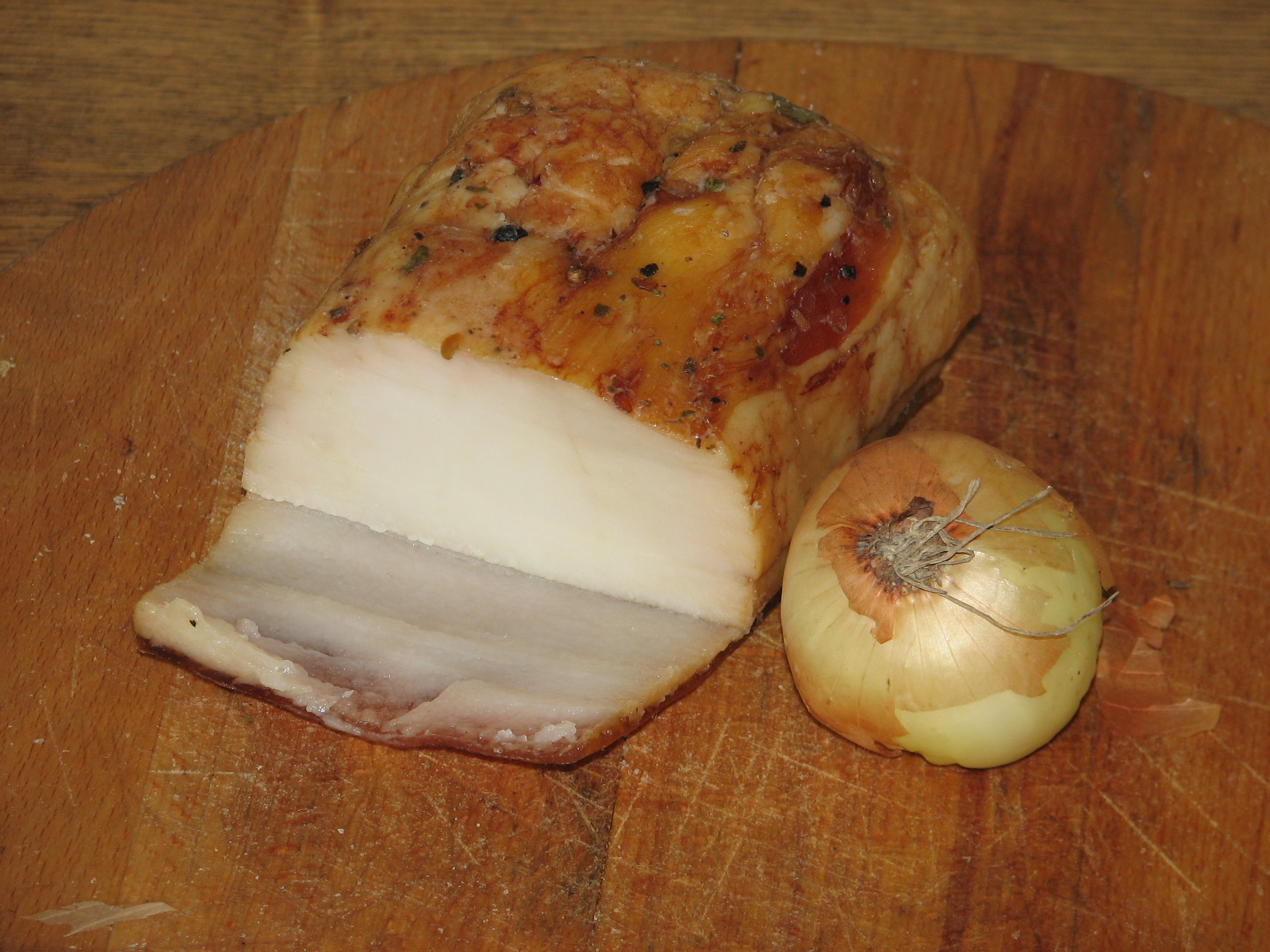
Lašiniai, литовский вид сала

## Этимология
Праславянская форма слова ― *sadlo. Корень ― sad- — тот же, что и в слове «садиться». Суффикс ― -dl-; d закономерно выпал в древнерусском, но сохраняется в западнославянских языках (например, словац. sadlo). Сало буквально — «то, что садится на мясо».

## История
Первое упоминание в восточнославянской форме «сало» — в древнеармянском описании трапезы хазарского хана VII века.
Как сообщает английский историк и путешественник Джайлс Флетчер, в 1591 году в России сало (он употребляет слово "tallow", жир, сало (для свечей, мыла)) приготовляют весьма много для вывоза за границу. Лучшее сало производилось в следующих областях: Смоленской, Ярославской, Углицкой, Новгородской, Вологодской, Тверской и Городецкой.

## Применение
Сало употребляется в пищу в свежем, солёном, копчёном, варёном, тушёном или жареном виде. Для названия приготовленного (солёного или солёно-копчёного) подкожного свиного сала иногда используют заимствованное слово «шпик» — от немецкого Speck, но в обиходе чаще всего такой продукт называют солёным или копчёным салом.
Сало с большими и многочисленными мясными прожилками именуют «подчеревина», в засоленном виде — русским словом «грудинка» или английским «бекон».
Небольшие обжаренные кусочки сала называются «шкварки».
Топлёное сало называется «смалец» и используется в качестве кулинарного жира, а в странах Европы — также и как бутербродная паста (часто с добавкой лука, яблок, зелени и пр.). Также топлёный животный жир может применяться в технических целях — например, как смазка (названия «пушечное сало», «пушсало» ныне перешли к смазке на нефтяной основе) и для изготовления мыла. В США отходы говяжьего жира перерабатываются в топливо.

Кроме свиного сала большой популярностью также пользуется овечье курдючное сало и сало конины (с шеи и рёбер). Говяжье и козье сало отдельно в пищу не используется (ввиду своей тугоплавкости), только как добавка в мясных продуктах.
Калорийность сырого свиного сала — 720 ккал на 100 г. Углеводов — 0 г.